# Pachylus
Genre
Synonymes
- Acanthopachyloides Piza, 1942
- Kochipachylus Strand, 1942

Pachylus est un genre d'opilions laniatores de la famille des Gonyleptidae.

## Distribution
Les espèces de ce genre sont endémiques du Chili.

## Liste des espèces
Selon World Catalogue of Opiliones (08/09/2021) :
- Pachylus acanthops (Gervais, 1849)
- Pachylus chilensis (Gray, 1833)
- Pachylus crassus (Roewer, 1943)
- Pachylus paessleri Roewer, 1913
- Pachylus quinamavidensis Muñoz-Cuevas, 1969
- Pachylus vachoni Muñoz-Cuevas, 1970

## Publication originale
- C. L. Koch, 1839 : Die Arachniden: Getreu nach der Natur abgebildet und beschrieben., vol. 5, p. 1–158 (texte intégral).